# Macuco
Macuco ou macuco-solitário (nome científico: Tinamus solitarius) é uma espécie de ave tinamiforme sul-americana de família dos tinamídeos (Tinamidae).

## Etimologia
"Macuco" e "macuca" são os nomes populares da espécie. Estes termos são oriundos do tupi ma'kuku. Segundo o Dicionário Histórico das Palavras Portuguesas de Origem Tupi (DHPT), pode derivar de makuka'gwa. Foi registrado em 1858 como macucu. No capítulo XIII do Historia Naturalis Brasiliae (1648) de George Marcgrave, foi citado como Macucagua avis.
O nome vernáculo técnico registrado pelo Comitê Brasileiro de Registros Ornitológicos é macuco. 

## Taxonomia

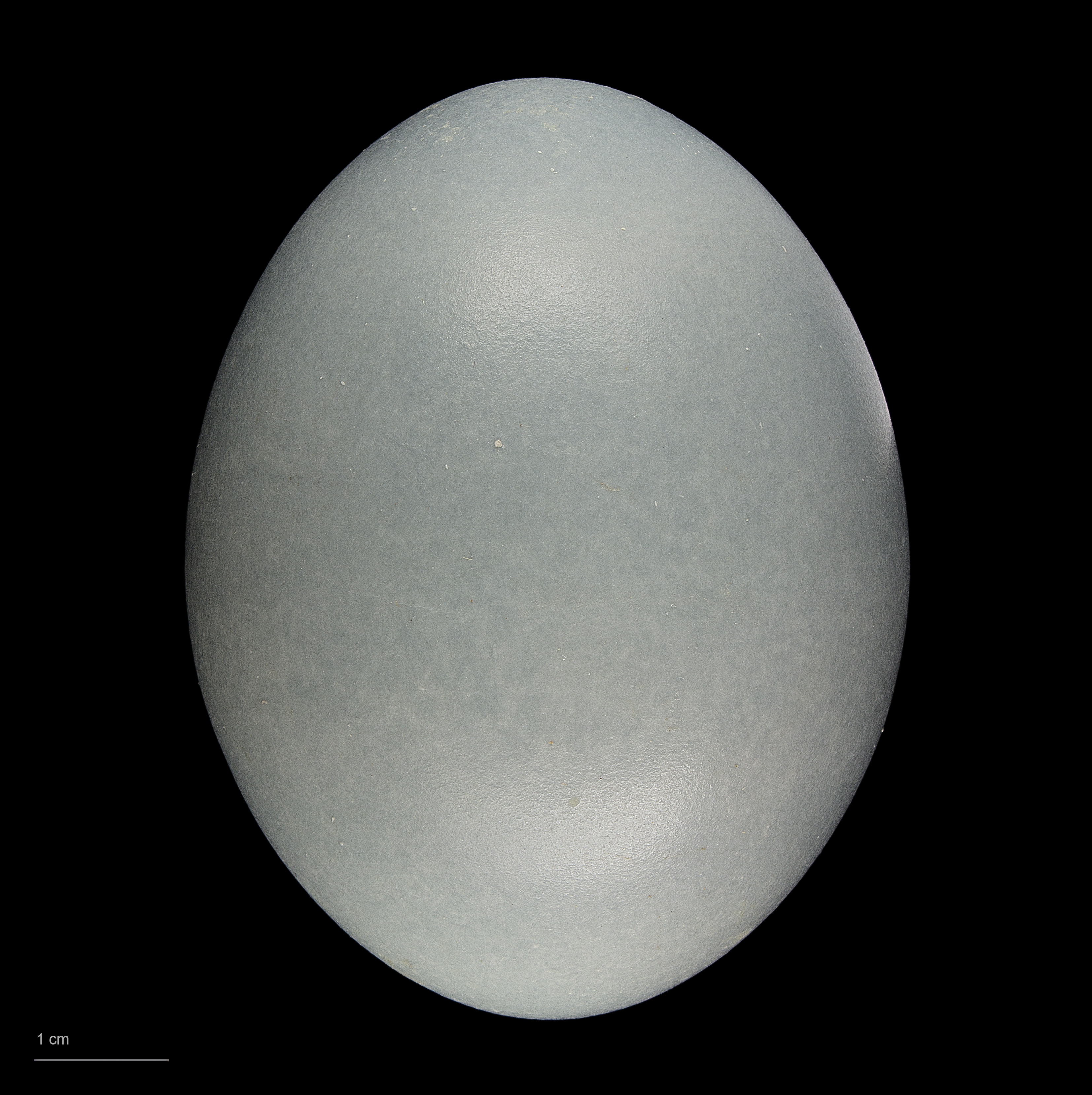
Ovo de Tinamus

Todos os tinamiformes são da família dos tinamídeos, e no esquema maior também são ratitas. Ao contrário de outras ratitas, os tinamiformes podem voar, embora em geral não sejam voadores fortes. Todas as ratitas evoluíram de pássaros voadores pré-históricos, e os tinamiformes são os parentes vivos mais próximos desses pássaros. Anteriormente, esta ave era dividida em duas subespécies: T. s. pernambucensis no nordeste do Brasil (Pernambuco e Alagoas), e T. s. solitarius encontrado no sudeste do Paraguai e extremo nordeste da Argentina. O primeiro, no entanto, acabou não sendo distinto do nominal, mas sim de aves individuais que mostraram um morfo de cor particular que agora é conhecido por também ocorrer em outros lugares. Notavelmente, a tonalidade do dorso varia entre azeitona e ferrugem, e a intensidade da cor da plumagem da parte inferior do pescoço também varia. A barra preta nestas áreas é mais ou menos forte. Pernambucensis refere-se a pássaros mais amarelos com muitas barras, especialmente no pescoço.

## Descrição
O macuco é um grande tinamiforme acastanhado fortemente barrado de preto. Seu pescoço, peito e flancos são cinzas e sua barriga é branca. Tem uma coroa marrom escura e uma garganta branca na cabeça e no pescoço amarelados, que contrasta com uma linha amarela distinta na lateral do pescoço. Tem uma média de 45 centímetros (18 polegadas) de comprimento.

## Distribuição
O macuco ocorre no sudeste da Bahia, leste de Minas Gerais, Espírito Santo, Rio de Janeiro, São Paulo, leste de Mato Grosso do Sul, Paraná, Santa Catarina e norte do Rio Grande do Sul. Também é encontrado no sudeste do Paraguai e extremo nordeste da Argentina na província de Misiones.

## Comportamento
Como outros tinamiformes, o macuco põe ovos de formas estranhas com uma casca brilhante e colorida, e come frutas e sementes do chão ou plantas baixas. Os machos incubam os ovos que estão em um ninho no chão e também criam os filhotes por um curto período de tempo antes de serem independentes.

## Ecologia

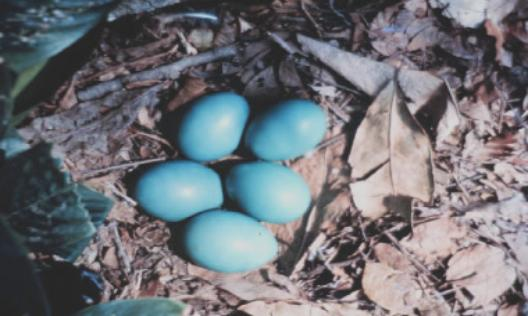
Ninho de macuco com ovos

O macuco é encontrado em florestas tropicais úmidas de planície e florestas montanhosas até 1 200 metros (3 900 pés) acima do nível do mar. Habita prontamente a floresta secundária e pode não ser incomum em parcelas extensivamente usadas, tolerando até certo ponto o corte seletivo. Grandes plantações de espécies exóticas não são muito apreciadas. Mas as aves podem ser abundantes o suficiente para resistir a alguma caça, por exemplo, em um mosaico de plantações de cabruca, intercaladas com crescimento secundário com denso caeté (marantáceas) e sub-bosque de bambu Merostachys, bem como o bambu Guadua mais alto e palmeiras crescidas (Euterpe edulis). No ecótono da Floresta Ombrófila Montana Densa pouco perturbada, populações prósperas podem existir em fragmentos florestais tão pequenos quanto mil acres (400 hectares).

## Conservação
Atualmente, o macuco está ameaçado pelo desmatamento em curso causado pela urbanização, industrialização, expansão agrícola e construção de estradas associada. Também é caçado excessivamente. Consequentemente, a União Internacional para a Conservação da Natureza (UICN / IUCN) classifica-o como uma espécie quase ameaçada em sua Lista Vermelha, mas pode em breve tornar-se vulnerável com uma ocorrência de 900 mil quilômetros quadrados (380 mil milhas quadradas). A população que se acreditava anteriormente ser referida por pernambucensis é muito rara ou já extirpada. Essas aves do norte sempre foram bastante raras em tempos históricos, com possivelmente não mais de seis espécimes em museus. Observou-se que esta espécie não é difícil de introduzir em habitat adequado. Descobriu-se que macucos persistem em números em um fragmento de floresta de 1 500 acres (610 hectares), onde não foram originalmente encontrados.
Em 2005, foi classificado como criticamente em perigo na Lista de Espécies da Fauna Ameaçadas do Espírito Santo; em 2010, como em perigo na Lista de Espécies Ameaçadas de Extinção da Fauna do Estado de Minas Gerais e quase ameaçado no Livro Vermelho da Fauna Ameaçada no Estado do Paraná; em 2011, como vulnerável na Lista das Espécies da Fauna Ameaçada de Extinção em Santa Catarina; em 2014, como vulnerável na Lista das Espécies da Fauna Ameaçadas de Extinção no Rio Grande do Sul e como em perigo no Livro Vermelho da Fauna Ameaçada de Extinção no Estado de São Paulo; em 2017, como em perigo na Lista Oficial das Espécies da Fauna Ameaçadas de Extinção do Estado da Bahia; e em 2018, como quase ameaçado na Lista Vermelha do Livro Vermelho da Fauna Brasileira Ameaçada de Extinção do Instituto Chico Mendes de Conservação da Biodiversidade (ICMBio) e em perigo na Lista das Espécies da Fauna Ameaçadas de Extinção no Estado do Rio de Janeiro. Por fim, consta no Apêndice I da Convenção sobre o Comércio Internacional das Espécies Silvestres Ameaçadas de Extinção (CITES).